# أحمد وحيدي
أحمد وحيدي (1940 -) سياسي إيراني ووزير داخلية إيران الحالي. ولد وحيدي في مدينة شيراز. تولى في آب 2009 منصب وزير الدفاع في الولاية الثانية للرئيس أحمدي نجاد. عمل لفترة طويلة في الحرس الثوري، وكان رئيسا لمؤسسة الصناعات الجوية الإيرانية إلى جانب توليه المسؤولية عن تطوير منظومة الصواريخ، وشغل أيضاً منصب نائب وزير الدفاع خلال فترة الرئاسة الأولى لأحمدي نجاد.
وقد كان يعمل تحت اسمه الحركي (شريفي) وقد تورط في العديد من عمليات الإرهابية، فقد كان قائداً لكتيبة لبنان بالحرس الثوري الإيراني، ومن منصبه هذا في الثمانينيات جند عناصر من حزب الله وكان على صلة بعماد مغنية، حيث نجحا معاً في خطف وليم باكلي (William Buckley) رجل المخابرات الأميركية (CIA) في لبنان عام 1984، وإدارة عملية (إيران- كونترا) حين كانت حكومة رونالد ريغان تعتزم في تناقض صارخ مع السياسة الأميركية المعلنة بيع (صواريخ تاو) المضادة للدروع لعدوتها إيران التي كانت تحارب العراق عام 1985 م، واستعمال أموال بيع السلاح لتمويل أنشطة (الكونترا) المناوئة للنظام الشيوعي في نيكاراغوا. لكن الفصيل الشيعي الذي كان محتجزا وليم باكلي قام بإعدامه، كما فضحت العملية مجلة الشراع اللبنانية فتفجرت قضية (إيران- كونترا) فانهارت الصفقة بعد أن أوصلت طائرات النقل الأميركية 96 صاروخاً فقط لطهران.
قوة القدس بقيادة اللواء وحيدي
تولى قيادة «قوات القدس» لسبع سنوات.
في أثناء قيادته تمت عدة اغتيالات في خارج الحدود الإيرانية، منها : اغتيال غلامعلي اُويسي (المشيرالعسكري في عهد الشاه) وشابوربختيار (أخررئيس وزراء في عهد الشاه محمدرضابهلوي)، اغتيال رؤوسا الحزب الديمقراطي الكردستاني (الإيراني) في مطعم ميكونوس بألمانيا وعملية انفجار مركز يهود أرجنتين(آميا) في سنة 1994. كان المتهم في هذه الاغتيالات قوة القدس وبالتحديد احمد وحيدي.
هذه الأحداث سببت باشتهار احمد وحيدي بالإرهابي الدولي مما أدى هذا الاشتهار إلى ملاحقته من قبل الشرطة الدولية إنتربول.
وكان من إنجازاته في قيادة«قوات القدس»: تدريب العشرات من الثوريين الأكراد ومن مسلمي الفلبين بل وحتى من المتمردين الخليجيين.
اللواء وحيدي وانتربول
اللواء احمد وحيدي مطلوب من قبل الانتربول للاشتباه بتورطه في الهجوم الذي وقع في العاصمة الأرجنتينية بوينس آيرس عام 1994 والذي اسفر عن مقتل 85 شخصا واصابة أكثر من 150.
ادانت الأرجنتين ترشيح احمد وحيدي لوزارة الدفاع في حكومة احمدي نجاد وقالت إن ترشيح وحيدي لهذه الوزارة يعتبر إهانة لضحايا الهجوم الذي وقع قبل 15 عاما.